# 林孔翁多
林孔翁多（西班牙語：Rincón Hondo），是巴拿馬的城鎮，位於該國中南部，由埃雷拉省的佩塞區負責管轄，面積29平方公里，海拔高度52米，2010年人口1,416，人口密度每平方公里48.8人。